# Aeroport Internacional d'Abu Dhabi

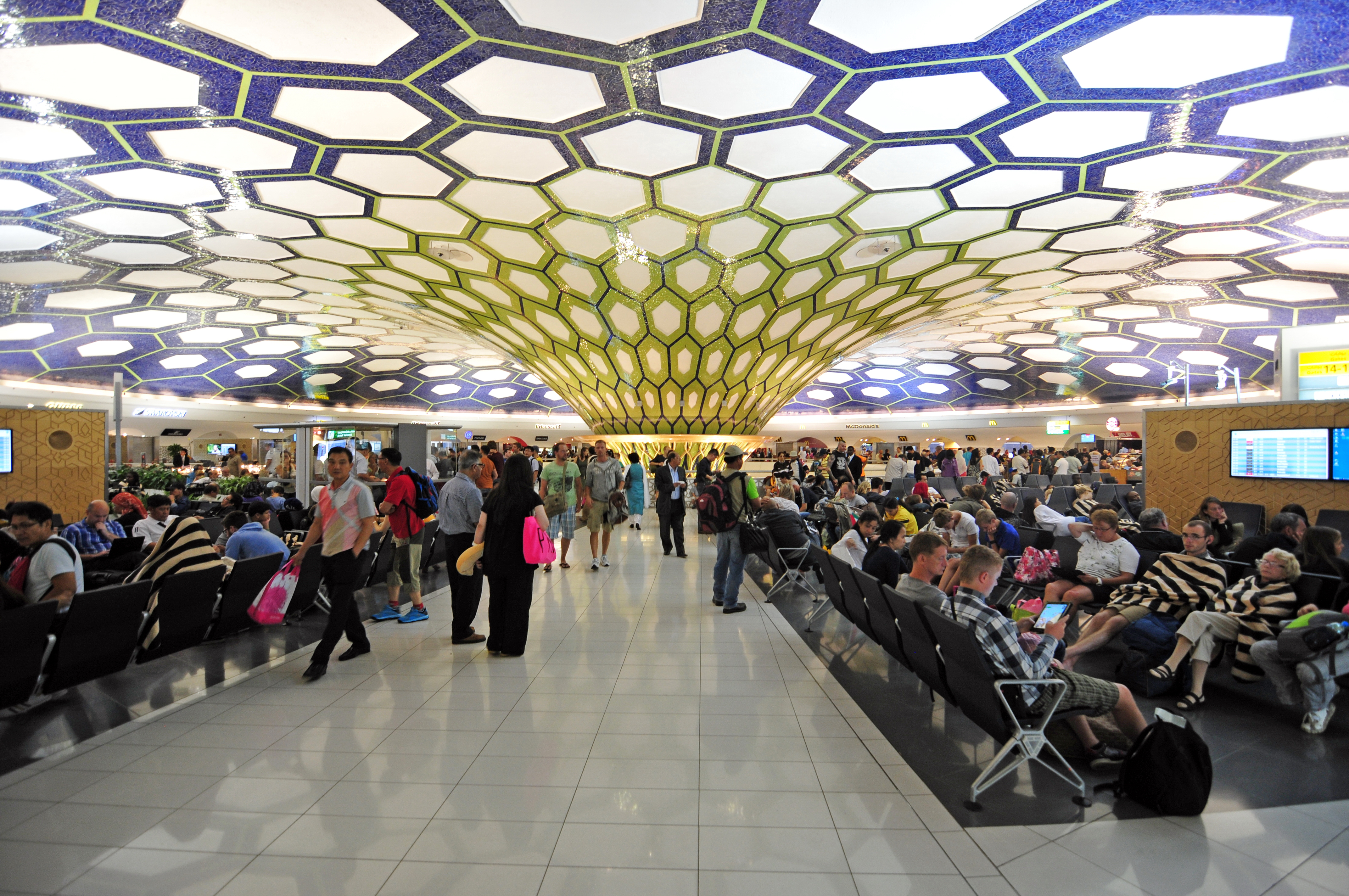
Terminal

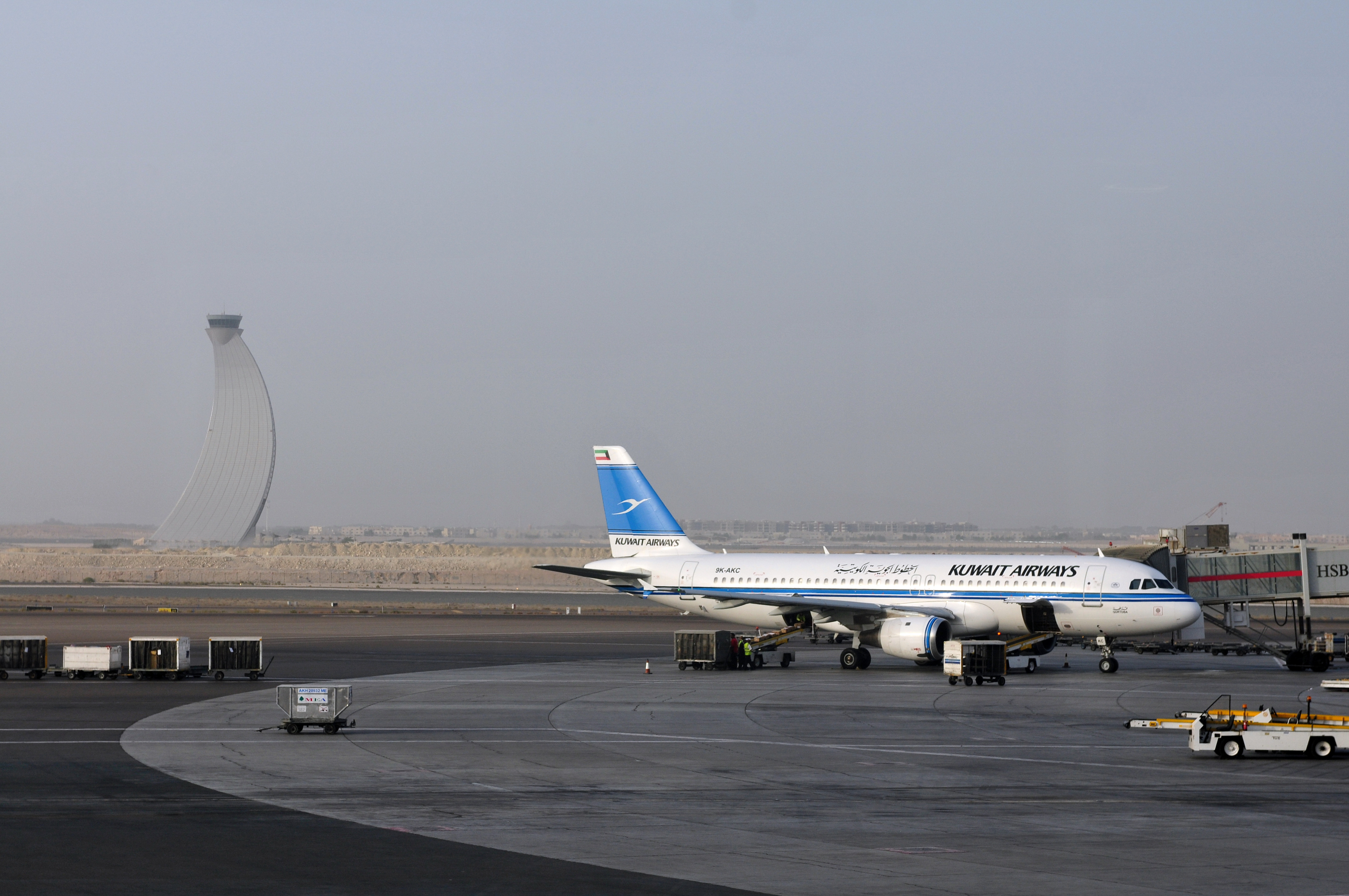
Vista de la zona de pistes, amb la icònica torre de control

L'Aeroport Internacional d'Abu Dhabi (àrab: مطار أبو ظبي الدولي, Maṭār Abū Ẓabī ad-Duwalī) (IATA: AUH; IACO: OMAA) és un aeroport dels Emirats Àrabs Units situat a uns 26 km del centre tradicional d'Abu Dhabi en direcció sud-est. L'empresa principal que hi opera és Etihad Airways.
El 1929 els britànics van fer els primera aterratges i enlairaments a les pistes de sorra de les illes de costa que avui formen part de la ciutat. Aquest avions també van utilitzar la posta de sorra de Sir Banu Yas on es va establir un dipòsit de carburant.
Vers el 1939 la part sud de l'illa df'Abu Dhabi es va considerar apropiada per un aeròdrom i la Reial Força Aèria britànica (RAF) hi va establir una base que va servir tota la guerra i va romandre després; a partir dels anys cinquanta fou usada per vols d'exploració per les prospeccions de petroli, especialment a la plataforma marítima; en aquest temps es necessitaven patrulles constants per desviar als camells que s'acostaven a la pista; la pista estava marcada per bidons de petroli buits.
El 1968 l'aeroport e va fer nou al districte d'Al-Bateen, que en deu anys va esdevenir aeroport internacional (1979). En els següents anys la ciutat es va expandir i va arribar a Al Bateen i es va veure clar que feia falta un nou aeroport. Es va construir ràpidament i es va obrir el 1982 prop de la carretera entre Abu Dhabi i Dubai a 26 km de la ciutat. El va dissenyar la companyia Aérports de Paris, que havia construït l'aeroport Paris-Charles de Gaulle, amb una capacitat per un milió de passatgers a l'any. Posteriorment es va ampliar a mitjans dels anys noranta; el 1999 es va obrir una terminal, que inicialment no tenia gaires passatgers, però de mica en mica es va arribar als 5000 passatgers per mes, i així el 2005 es va obrir la nova Terminal.
L'aeroport disposa de dos pistes de 4,1 km de llarg per 45 metres d'ample.